# ميتا كامبانيا
ميتا (أو، خطأ، ميتا دي سورينتو) هي كومونا تقع في العاصمة نابولي في منطقة كامبانيا الإيطالية، وتقع على بعد حوالي 25 كم جنوب شرق نابولي.
تحد ميتا بلديتيبيانو دي سورينتو وفيكو إكوينس.